# Holmium(III)-oxid
A holmium(III)-oxid vagy holmium-oxid holmium és oxigén által alkotott vegyület, képlete Ho2O3 A diszprózium(III)-oxiddal együtt az eddig ismert egyik legerősebben paramágneses anyag. A holmium(III)-oxid, más néven holmia a természetben más oxidokkal, például erbium(III)-oxiddal keverve fordul elő, annak ásványtani neve erbia. Általában a három vegyértékű lantanoidák egymás mellett vannak a természetben, szétválasztásuk speciális eljárást igényel. A holmium(III)-oxidot a különleges színezett üvegek gyártásakor használnak. A holmium-oxidot tartalmazó üvegek és oldatok a látható hullámhossz-tartományban egy sor éles elnyelési (abszorpciós) csúccsal rendelkeznek. Ezért ezeket hagyományosan mint könnyen használható kalibrációs etalon használják optikai spektrofotométerekhez.

## Tulajdonságai

### Megjelenés
A holmium(III)-oxid a megvilágítási körülményektől függően meglehetősen drámai színváltozásra képes. Napfényen csersárga színű. Háromszínű fény alatt tüzes narancs-vörös, ilyen megvilágításban szinte megkülönböztethetetlen az erbium(III)-oxidtól. A holmium(III)-oxid tiltott sávja széles, 5,3 eV, így színtelen megjelenésűnek kellene lennie. Sárga színe a sűrű kristályrácsok hiányosságaiból ered, amik a Ho3+ ionok mozgása miatt vannak a kristályon belül.

### Kristályszerkezete

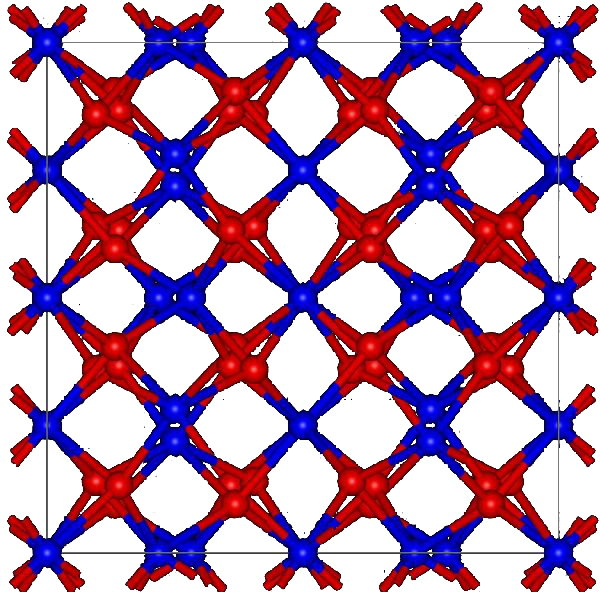
A holmium(III)-oxid kristályszerkezete szobahőmérsékleten, egy elemi cella (itt kocka) tengelyének (élének) irányából nézve. Vörös színnel az oxigénatomok vannak jelölve.

A holmium-oxid szerkezete köbös, de komplex, több atomot tartalmazó elemi cellával. Rácsállandója 1,06 nanométer. Az efféle szerkezet tipikusan a ritkaföldfémek oxidjaira jellemző. A holmium-oxidéval azonos például a Tb2O3, Dy2O3, Er2O3, Tm2O3, Yb2O3, és a Lu2O3. A Ho2O3
 hőtágulási együtthatója viszonylag nagy: 7,4 ×10−6/°C.

### Kémiája
A holmium(III)-oxid a hidrogén-kloriddal és az ammónium-kloriddal is reakcióba lép, holmium(III)-kloriddá alakul:
{\displaystyle \mathrm {Ho_{2}O_{3}+6\ NH_{4}Cl\rightarrow 2\ HoCl_{3}+6\ NH_{3}+3\ H_{2}O} }

## Története
A holmiumot Marc Delafontaine és Jacques-Louis Soret fedezte fel 1878-ban. Felfigyeltek az akkor még ismeretlen elem (ők még "X-elemként" tartották számon) szokatlan spektrográfiai abszorpciós sávjaira. Tőlük függetlenül, szintén 1878-ban Per Teodor Cleve az erbiát, vagyis az erbium-oxid ércét vizsgálva felfedezte a holmiumot.
Azt a módot használva, amit Carl Gustaf Mosander fejlesztett ki, Cleve először elvonta az összes ismert szennyeződést az erbiától. Az erőfeszítése eredményéül két új anyagot, egy barnát és egy zöldet kapott. A barna anyag neve (az otthona, Stockholm latin neve után) holmia lett, a zöldé pedig túlia. Később kiderült, hogy a holmia valójában holmium-oxid, a túlia pedig túlium-oxid.

## Előfordulása

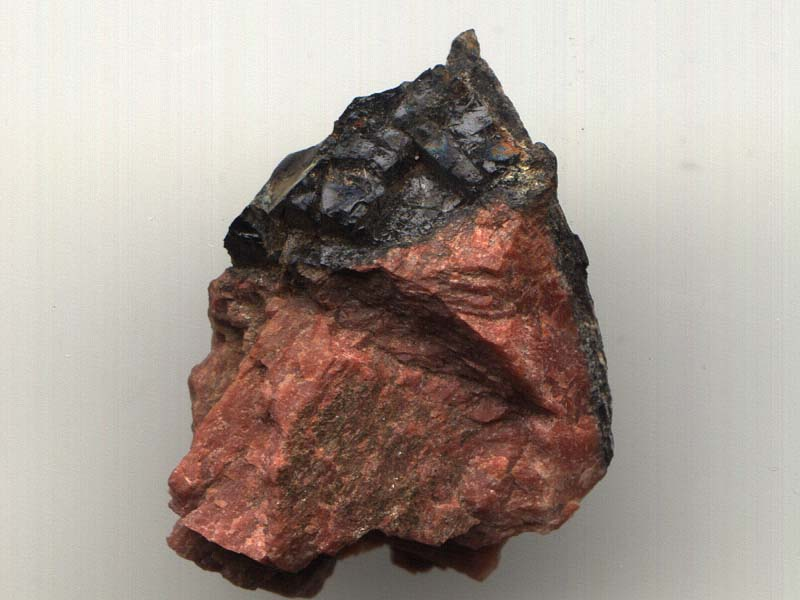
Gadolinit

A holmium-oxid nyomokban előfordul a gadolinitben és a monazitban, valamint egyéb ritkaföldfém-ásványokban. A fém holmium könnyen oxidálódik a levegőn; ezért a természetben a holmium szó rokon értelmű a holmiával (holmium-oxid érccel). A földkéreg átlagosan kilogrammonként 1,4 milligrammot tartalmaz, ezzel a holmium az 56. leggyakoribb elem a Földön. A fő bányászterületekhez tartozik Kína, az Egyesült Államok, Brazília, Srí Lanka és Ausztrália, a becsült tartalék 400 000 tonna holmium-oxid.

## Gyártása
A holmium-oxid kivonása leegyszerűsítve a következőképpen zajlik: Először az ásványi keverékeket porrá zúzzák. A monazitot –mágneses tulajdonságai végett– ismételt elektromágneses elválasztással különítik el. Az elkülönítést követően a keveréket forró, tömény kénsavval kezelik, hogy számos ritkaföldfém vízoldékony szulfátját kinyerjék. Leszűrés után a savas folyadékhoz annyi nátrium-hidroxidot adnak, amennyi a kémhatását pH 3-4 értékűre emeli. Ilyenkor a tórium vegyületei (hidroxidként) csapadék formájában kiválnak az oldatból. Ezután ammónium-oxalátot kevernek a folyadékhoz, hogy vízben oldhatatlan ritkaföldfém-oxalátokat
kapjanak. Az oxalátok hevítés hatására oxidokká bomlanak. Ezekhez salétromsavat adnak, ezzel kizárják a fő komponensek egyikét, a cériumot, amelynek oxidja nem lép reakcióba salétromsavval.
A leghatékonyabb elválasztási folyamat, amellyel a holmium-oxidot a többi ritkaföldfémtől elkülönítik az ioncsere. A ritkaföldfém-vegyületeket megfelelő ioncserélő gyantával keverik össze, hogy hidrogén-, ammónium- vagy rézionnal (amik az adott gyantában előfordulnak) helyettesítsék a kinyerendő fémet. A ritkaföldfém-ionok szelektíven elválaszthatóak egymástól a megfelelő komplexképző anyaggal, például ammónium-citráttal vagy nitriotriacetáttal.

## Felhasználása

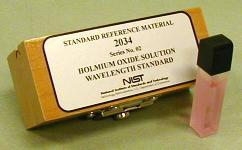
Holmium-oxid 4%-os oldata 10%-os perklórsavban, véglegesen kvarc-küvettába lezárva, mint optikai kalibrációs etalon.

A holmium-oxid egy cirkónia vagy üveg megfestésére használt színezék, amely sárga vagy vörös színt ad. A holmium-oxidot vagy annak (általában perklórsavas) oldata éles elnyelési (abszorpciós) csúccsal rendelkeznek 200-900 nm tartományban, ezért optikai spektrofotométerek kalibrációs etalonjaként használják. Ahogy egyéb ritkaföldfém-oxidok, a holmium-oxid is alkalmazható speciális katalizátorokban, fényporokban és lézerekben. A Holmium lézer 2,08 mikrométeres tartományban működik impulzus vagy folyamatos rendszerben. E lézer a szemre biztonságos, felhasználási területei: orvosi, LIDAR, szélsebesség mérés, atmoszféra monitorozás.

## Egészségtani hatásai
A holmium(III)-oxid –sok más vegyülethez hasonlóan– nem túl veszélyes, bár túladagolása esetén felléphet a glanulóma és a hemoglobinémia betegség. Lenyelve vagy belélegezve enyhe a toxicitása, a bőrt nem irritálja. Az akut, orálisan bevitt holmium-oxid halálos adagjának középértéke (LD50) nagyobb, mint 1 gramm / testsúlykilogramm.

## Fordítás
Ez a szócikk részben vagy egészben  a   Holmium(III)-oxide című angol Wikipédia-szócikk ezen változatának fordításán alapul.  Az eredeti cikk szerkesztőit annak laptörténete sorolja fel. Ez a jelzés csupán a megfogalmazás eredetét és a szerzői jogokat jelzi, nem szolgál a cikkben szereplő információk forrásmegjelöléseként.